# Masterbatch
Masterbatch é um composto plástico de um ou mais aditivos em alta concentração usado em segmentos da indústria de transformação plástica (sopro, injeção, extrusão, rotomoldagem, termoformagem e laminação), em resinas ou misturas, como aditivo de cor e balanceador de concentrações.